# アタッカーYOU!
『アタッカーYOU!』（アタッカー・ユウ）は、日本のテレビアニメ。天真爛漫な少女・葉月優が、バレーボール選手として活躍する姿を描いた作品である。1984年4月13日から1985年6月21日まで、テレビ東京他で放送された。全58話。

## 概要
キャラクターデザインを担当した牧村ジュンによる漫画作品が、講談社の少女漫画誌『なかよし』で連載された。毎回、本編終了後にスポンサーのモルテンからバレーボールのプレゼントが行われていた。
原案は、実話を基にした小泉志津男による小説『いま、白球は生きる 実録・イトーヨーカドー・バレーボール』で、ロサンゼルス・オリンピックでの女子バレーボール日本代表チームの活躍を当て込んで制作された番組であった。日本国内での人気は振るわなかったがイタリアやフランスで大ヒットし、イタリアにおいてはバレーボールのプロリーグが創設されるきっかけを作った。
2008年には、NEWアタッカーYOU　金メダルへの道（New Attacker You!）2011年にイタリアで放送。日本では2013年よりサービススタートした動画配信サービスのAmazonインスタント・ビデオで『新アタッカーYOU!金メダルへの道』と題して全52話が公開された。

## 物語
序盤は田舎で祖父母に育てられた天真爛漫でパワフルな少女・葉月優が、バレーボールの強豪・氷川中学校で選手として心身ともに成長していく姿を綴った。
第1話冒頭の時点ではバレーボールを軽蔑していた優であったが、大門松五郎や立樹爽らとの出逢いを通じて次第にその魅力と奥深さに取り付かれていく。中盤以降は実業団チーム、さらには全日本チームでのその活躍ぶりも描かれた。
後半は選手の大型化に取り残されはじめた優の苦悩や、技術で体格の差を補う努力などが描かれリアルな作風になっている。

## 登場人物
葉月 優
声 - 小林優子
本作の主人公。両親の離婚後、田舎の祖父と祖母の元で育った。田舎から連れて来た、「ロッキー」という名の鳩をとてもかわいがっている。人並み外れた体力と運動能力を持つ。がさつで惚れっぽい性格。私立氷川中学校への転校当初はバレーボールを「ボール遊び」と馬鹿にしていたが、持ち前の身体能力を買われてバレーボール部に入部することとなり（実は、暴走族の鎮圧騒動の責任を取る理由で）、次第にバレーボールの奥深さと魅力に嵌っていく。卒業後は、定時制高校（春日中央高校）に入学する条件で「セブンファイターズ」に入団。
早瀬 奈美
声 - 松井菜桜子
氷川中学校女子バレーボール部のエース・アタッカー。クロの後を継いで、部のキャプテンとなる。必殺技は「天井サーブ」。立樹爽とは、いとこ同士の関係。中学時代、優の弟サニーがコート内でお漏らしをして、試合を台無しにされたことに憤りを感じ、優を呼び出して「サーブ10本勝負」で対戦するが、素人とは思えない優の身体能力に驚き、敗れる。卒業後は、優と同じ定時制高校に入学する条件で「ユニコーン」に入団。入団後は優との友好関係は断っていたが、すぐに和解していて、互いに励ましあっている。
葉月 サニー
声 - あきやまるな
優の腹違いの弟で、こまどり幼稚園に通う。普段外出する時は、ソフトバレーボールを持ち歩いている。姉のことが大好きで、氷川中学や姉の遠征先によく現れ、姉を応援している。何気ないサニーの行動がたびたび優に新しい必殺技のアイデアをひらめかせるきっかけとなっている。後に出生の秘密が明らかになる。
チビ
声 - 斎藤友子、木藤聡子
氷川中学校の生徒で、優の親友。彼女と同じく、女子バレーボール部の部員である。
三田村 慎吾
声 - 曽我部和行
バレーボール全日本男子チームの中心選手で、実業団チーム「セブンファイターズ」のコーチも務めている。美形。現役引退後、同チームの監督に就任。
多岐川 絵理
声 - 高田由美
サンライト学園中学校女子バレーボール部の中心選手で、車に撥ねられそうになったサニーを救った、優にとっては「弟の命の恩人」。中学卒業後、「サンライト」に入団。必殺技は前半「左右両打ちのサーブ」を放っていたが、後半になると、右打ちの「3ステップドライブサーブ」を多用するようになる。
大門 松五郎
声 - 笹岡繁蔵
氷川中学校で教鞭を振るう傍ら、女子バレーボール部の監督も務める。時には暴力も振るうなど典型的な「スパルタ監督」だが、優しい一面も併せ持っている。同部監督を辞任後は、「ユニコーン」の監督に就任。
田島 カナコ
声 - 滝沢久美子
元バレーボール選手で元全日本代表。現在は実業団バレーの解説者として活躍している。後に、優の実母であることが判明。
葉月 俊彦
声 - 池水通洋
優とサニーの父親。前妻（優の実母）と離婚した後、再婚してアメリカに移住していたが、後妻と親友の死を契機に日本へ戻った。
立樹 爽
声 - 堀内賢雄
氷川中学校男子バレーボール部の主将で、優にバレーボールを始めさせる切っ掛けとなった人物の1人である。早瀬奈美の従兄。中学卒業後は北高校へ進学し、その後は西南大学へ進学する。
クロ
声 - 木藤聡子
氷川中学校女子バレーボール部のキャプテン。優の入部の頃にはひざに故障を抱えており、卒業後はバレーの道を断念し高校へ進学、その後は会社勤めをしている。
時田 道夫（ジミー）
声 - 堀内賢雄
氷川中学の生徒。暴走族に襲われたところを優に助けられ、優の応援団を結成する。
鶴岡 真知男（マッチ）
声 - 小野健一
氷川中学の生徒。時田と同じく、暴走族に襲われたところを優に助けられ、優の応援団を結成する。
田崎 三郎
声 - 小滝進
暴走族の団長。優との決闘に敗れ、その後は優の応援団の一員になる。優のことを聞くと、短気で荒っぽくなる。
並木 峯子（デク）
声 - 小宮和枝
セブンファイターズの選手。太り気味だが、必殺技である「ドライブサーブ」は強力である。彼女には妹の孝子（優とは同級生で、武河辺中のバレー選手。卒業後は「サイエイ」に入団）がいて、妹も峯子と同じ必殺技を持っている。
山川 初江（ヤマ）
セブンファイターズの選手で、キャプテン。優の練習パートナーでもある。犬のノロクロとガチョウのガバチョは本人のペットで、飼い主である。
ビル
セブンファイターズの選手で、エースアタッカー。自主練習は孤独との戦いをしている。
オキ
声 - 原えりこ、西宏子
セブンファイターズの選手。セッターのポジション。
タカ
声 - 滝沢ロコ
セブンファイターズの選手。優の良きチームメイトである。
ミーナ
声 - 五十嵐麗
氷川中学の生徒。奈美とは良き友であり、ともに行動している。
ジャン
声 - 渡辺あゆみ
氷川中学の生徒。クロと同級生である。
高田
声 - 富田耕生
バレーボール部部長。国内遠征の時は、選手とともに行動している。
坂下
声 - キートン山田
セブンファイターズのコーチ。練習のときは、大阪弁で指導している。
高見 麗子
春日中央高校（全日制）の生徒。バレーボール部キャプテン。初めは優に「ひょろながもやし」とバカにされていたが、長身で高いジャンプ力を生かした「プッシュアタック」は必殺技で、優にライバル心を持っている。卒業後は「オリエント」に入団。
仲代 みはる
春日中央高校（全日制）の生徒。高見とはコンビであるが、麗子のキャプテン風に縛られるのが嫌いである。
ユキ
春日中央高校（定時制）の生徒。かつてはバスケットボールをやっていて、制球力に優れている。優との出会いがきっかけで、「定時制バレー同好会」を結成し、優を監督に迎える。
アキ
春日中央高校（定時制）の生徒。バレーボール経験あり。優との出会いがきっかけで、「定時制バレー同好会」の一員になる。
コウ・メイカ
春日中央高校（定時制）の生徒。中華料理屋の看板娘。気が強くて、負けず嫌いな性格。アキと同じく、「定時制バレー同好会」の一員になる。
ひろ子
春日中央高校（定時制）の生徒。酒屋の店員。アキと同じく、「定時制バレー同好会」の一員になる。
ともよ
春日中央高校（定時制）の生徒。主婦で、ママさんバレーをやっている。アキと同じく、「定時制バレー同好会」の一員になる。
青木 市子
春日中央高校（定時制）に通う傍ら、運輸会社に運転手として勤めている。ヤンキーな性格だが、負けず嫌いである。アキと同じく、「定時制バレー同好会」の一員になる。
熊沢
熊沢診療所の所長。数々のスポーツ選手の故障を完全復帰できる腕を持つ。娘はバレーボール選手だったが、アキレス腱を切って選手生命を絶たれてしまい、娘と共に故障した選手の治療に当たっている。
二宅
声 - 富山敬
セブンファイターズのスカウト部長。初めは「優は中卒で、まだ力不足だ」という理由でスカウトを断ったが、選手達の熱意に負け、条件付で優の入団を認めた。その後は、有能な選手の発掘に力を注いでいる。
大森 さやか
高見の「オリエント」入団と同時に、多岐川が所属する「サンライト」に入団。サウスポーの選手で高見と同じく、長身でジャンプ力が高い。多岐川とのコンビバレーを多用し、優達を苦しめていく。
篠田 みち子
声 - 佐々木るん
優がセブンファイターズに入団して、2年後に同チームに入団。必殺技はないが、ライバルチームの選手1人1人の体格に応じた攻略法を見出すのが、彼女の特殊能力である。この攻略法を優に助言してあげる。
海堂 ひかる
大門が優に放った刺客。無所属の日本代表選手候補。初対面で優に挑発的で見下した言動を取り、その後も優とは敵対し続ける。そのため優とは犬猿の仲で、チームワークを乱している。
浜崎
声 - 鈴置洋孝
サンライトの監督。選手の起用法に優れており、サンライトを実業団リーグ連覇に導いている。
アナウンサー
声 - キートン山田（2役）

## サーブ10本勝負
本来バレーボールは6人で競技するスポーツだが、この勝負は優と奈美の1対1のバレー勝負である。ルールはバレーボールと同じルールだが、1人でレシーブからトス、そしてアタックまでの動作を行うため連続3回まで打ってよい（いきなりブロックも可能）。レシーブする選手がレシーブ出来なかったら、サーブを打った選手のポイントとなるが、レシーブする選手がレシーブ出来た場合は両者ポイントにはならない。お互いに1人10本、交互に1本ずつサーブを打ち合い、最終的にサービスエースを多く決めた選手が勝者となる。

## スタッフ
- 原案：小泉志津男（『いま、白球は生きる 実録・イトーヨーカドー・バレーボール』より）
- オリジナルキャラクターデザイン：牧村ジュン
- 企画：西野聖市（ナック）
- プロデューサー：江津兵太（テレビ東京）、戸井田博史（ナック）
- 制作デスク：皆川卓哉（シャフト）
- 総監督：岡迫和之
- シリーズ構成：園田英樹
- 美術監督：川井憲→荒井和浩
- 色指定：久保田光俊、三橋曜子、井口則子
- 編集：掛須秀一
- 音楽：鷺巣詩郎
- 音楽ディレクター：永田守弘
- キャスティング協力：ぷろだくしょんバオバブ
- 製作協力：シャフト、ナック映画
- 製作：テレビ東京、ナック

## 主題歌・挿入歌
EPレコードは、全てビクター音楽産業より発売。
オープニングテーマ - 「青春プレリュード」
エンディングテーマ - 「TWINKLE，TWINKLE」
作詞 - 三浦徳子 / 作曲 - 亀井登志夫 / 編曲 - 鷺巣詩郎 / 歌 - 加茂晴美
挿入歌 - 「風のメモリー」
作詞 - 荒木とよひさ / 作曲・編曲 - 鷺巣詩郎 / 歌 - 山口益弘

## 放送リスト
| 話 | サブタイトル               | 脚本              | 絵コンテ          | 演出         | 作画監督          | 放送日         |
| -- | -------------------------- | ----------------- | ----------------- | ------------ | ----------------- | -------------- |
| 1  | 子連れ転校生・優           | 荒木芳久 園田英樹 | 岡迫和之          | 岡田宇啓     | 加藤興治 木暮輝夫 | 1984年 4月13日 |
| 2  | 見つけた!コートのプリンス  | 園田英樹          | 奥田誠治          | 井上修       | 加藤興治 木暮輝夫 | 4月20日        |
| 3  | 輝きはコートの中に         | 安斉あゆ子        | 井上修            | 井上修       | 加藤興治 木暮輝夫 | 4月27日        |
| 4  | ザ・ライバル!初試合        | 園田英樹          | 奥田誠治          | 岡田宇啓     | 加藤興治 木暮輝夫 | 5月4日         |
| 5  | 白熱のサンライト戦         | 園田英樹          | 井上修 奥田誠治   | 井上修       | 加藤興治 木暮輝夫 | 5月11日        |
| 6  | レギュラーにチャレンジ!    | 園田英樹          | 津田義三          | 長尾粛       | 加藤興治 木暮輝夫 | 5月18日        |
| 7  | 夢に見たラブレター         | 園田英樹          | 津田義三 奥田誠治 | 井上修       | 加藤興治 木暮輝夫 | 5月25日        |
| 8  | 友情の紅白戦               | 園田英樹          | 岡迫和之          | 井上修       | 加藤興治 木暮輝夫 | 6月1日         |
| 9  | 告白!爽さんが好き          | 水永早友未        | 長尾粛            | 長尾粛       | 加藤興治 木暮輝夫 | 6月8日         |
| 10 | バラバラのバレー部         | 園田英樹          | 奥田誠治          | 井上修       | 加藤興治 木暮輝夫 | 6月15日        |
| 11 | キズだらけのエースナンバー | 安斉あゆ子        | 奥田誠治          | 長尾粛       | 加藤興治 木暮輝夫 | 6月22日        |
| 12 | ライバルにアタック!        | 安斉あゆ子        | 岡田宇啓          | 岡田宇啓     | 加藤興治 木暮輝夫 | 7月13日        |
| 13 | エッ!?監督がやめる?        | 園田英樹          | 長尾粛            | 山崎友正     | 加藤興治 木暮輝夫 | 7月27日        |
| 14 | 涙のスパイクサーブ         | 園田英樹 吉田進   | 井上修            | 井上修       | 加藤興治 木暮輝夫 | 8月3日         |
| 15 | 優のオリンピック           | 安斉あゆ子        | 津田義三          | 岡田宇啓     | 加藤興治 木暮輝夫 | 8月10日        |
| 16 | 燃えあがる白球!            | 安斉あゆ子        | 鷹野潤            | 岡田宇啓     | 加藤興治 木暮輝夫 | 8月17日        |
| 17 | 風にゆれる少女・ユウ       | 園田英樹          | 井上修            | 栗山美秀     | 加藤興治 木暮輝夫 | 8月24日        |
| 18 | 実業団にアタック!          | 吉田進            | 鷹野潤            | 本橋鷹王     | 昆進之介          | 8月31日        |
| 19 | 減量に泣くユウ             | 吉田進            | 高垣幸蔵          | 栗山美秀     | 木暮輝夫          | 9月7日         |
| 20 | 燃えるサマーリーグ         | 安斉あゆ子        | 栗山美秀          | 本橋鷹王     | 木下敏治          | 9月14日        |
| 21 | 幻の必殺スパイク           | 安斉あゆ子        | 高垣幸蔵          | 栗山美秀     | 木暮輝夫          | 9月21日        |
| 22 | 初めてのファンレター       | 吉田進            | 小島正幸          | 秦泉寺博     | 木下敏治          | 9月28日        |
| 23 | エエッ!ユウが監督?         | 吉田進            | 鷹野潤            | 栗山美秀     | 福田皖            | 10月5日        |
| 24 | 青春へのスタンバイ         | 水永早友未        | 小川国夫          | 内田祐司     | 木暮輝夫          | 10月12日       |
| 25 | 狙われたユウ               | 吉田進            | 栗山美秀          | 秦泉寺博     | 木下敏治          | 10月19日       |
| 26 | 情熱のママさんバレー       | 四十物光男        | 小島正幸          | 本橋鷹王     | 木暮輝夫          | 10月26日       |
| 27 | 友情のバックアタック       | 安斉あゆ子        | 栗山美秀          | 栗山美秀     | 木下敏治          | 11月2日        |
| 28 | 対決!ベレーの黒豹          | 吉田進            | 秦泉寺博          | 高柳ショージ | 山下征二          | 11月9日        |
| 29 | 高さへの挑戦               | 吉田進            | 高垣幸蔵          | 秦泉寺博     | 木下敏治          | 11月16日       |
| 30 | 孤独のエースアタッカー     | 安藤豊弘          | 津田義三          | 内田祐司     | 木暮輝夫          | 11月23日       |
| 31 | 復活への旅立ち             | 水永早友未        | 栗山美秀          | 栗山美秀     | 木暮輝夫          | 11月30日       |
| 32 | 燃えろ!ダイビングサーブ    | 水野均            | 本橋鷹王          | 成川武千嘉   | 木下敏治          | 12月7日        |
| 33 | ナミがバレーを辞める!?     | 亀かずお          | 高垣幸蔵          | 本橋鷹王     | 木暮輝夫          | 12月14日       |
| 34 | 白熱のファイナルゲーム     | 吉田進            | 木下敏治          | 栗山美秀     | 木暮輝夫          | 12月21日       |
| 35 | 悲願!日本リーグ優勝        | 吉田進            | 栗山美秀          | 栗山美秀     | 木暮輝夫          | 12月28日       |
| 36 | 明日に向かってダッシュ!!   | 水永早友未        | 内田祐司          | 成川武千嘉   | 木暮輝夫          | 1985年 1月4日  |
| 37 | 新たなるライバル           | 安藤豊弘          | 本橋鷹王          | 高垣幸蔵     | 木暮輝夫          | 1月11日        |
| 38 | 炸裂!外人パワー            | 水野均            | 栗山美秀          | 栗山美秀     | 木暮輝夫          | 1月18日        |
| 39 | 世界の壁を破れ!            | 吉田進            | 木下敏治          | 木下敏治     | 木下敏治          | 1月25日        |
| 40 | 開幕!全日本選手権          | 水永早友未        | 高垣幸蔵          | 高垣幸蔵     | 木暮輝夫          | 2月1日         |
| 41 | 激闘!3回戦                 | 水野均            | 高垣幸蔵          | 栗山美秀     | 木暮輝夫          | 2月8日         |
| 42 | 炎のライトアタック!        | 安斉あゆ子        | 内田祐司          | 西川龍二     | 木下敏治          | 2月15日        |
| 43 | 対決!大門バレー            | 吉田進            | 栗山美秀          | 栗山美秀     | 木暮輝夫          | 2月22日        |
| 44 | 幻の全日本入り             | 亀かずお          | 世良邦男          | 本橋鷹王     | 木暮輝夫          | 3月1日         |
| 45 | 奇跡の逆転優勝             | 安藤豊弘          | 木下敏治          | 成川武千嘉   | 木下敏治          | 3月8日         |
| 46 | 宿命の紅白戦               | 水野均            | 高垣幸蔵          | 高垣幸蔵     | 木暮輝夫          | 3月15日        |
| 47 | 甦れ!全日本エース          | 安斉あゆ子        | 本橋鷹王          | 本橋鷹王     | 木暮輝夫          | 3月22日        |
| 48 | 燃えろ!日ソ対抗            | 吉田進            | 栗山美秀          | 秦泉寺博     | 木下敏治          | 3月29日        |
| 49 | 全日本のエースは誰?        | 吉田進            | 栗山美秀          | 栗山美秀     | 木暮輝夫          | 4月19日        |
| 50 | 心騒ぎのニューフェイス     | 水野均            | 沢田修一          | 高垣幸蔵     | 木暮輝夫          | 4月26日        |
| 51 | 宿命のライバル炎の対決     | 安斉あゆ子        | 本橋鷹王          | 本橋鷹王     | 木暮輝夫          | 5月3日         |
| 52 | 打ち勝て!レーザーアタック  | 安斉あゆ子        | 安田雄二          | 西川龍二     | 木下敏治          | 5月10日        |
| 53 | 奪われたエースの座         | 水野均            | 栗山美秀          | 栗山美秀     | 木暮輝夫          | 5月17日        |
| 54 | チームワークなき闘い!      | 吉田進            | 山口頼房          | 郭泰元       | 木暮輝夫          | 5月24日        |
| 55 | 対決!ひかるVS優            | 吉田進            | 安田雄二          | 山崎友正     | 木暮輝夫          | 5月31日        |
| 56 | めざせ!全日本エース        | 水野均            | 木下敏治          | 秦泉寺博     | 木下敏治          | 6月7日         |
| 57 | 熱闘!ファイナルセット      | 安斉あゆ子        | 本橋鷹王          | 山崎友正     | 木暮輝夫          | 6月14日        |
| 58 | はばたけ!明日のエース      | 吉田進            | 栗山美秀          | 郭泰元       | 木暮輝夫          | 6月21日        |

## 放送局
出典は秋田テレビ、宮崎放送と個別に提示されているものを除き、1985年4月中旬 - 5月上旬時点のものを使用する。
| 放送地域       | 放送局         | 放送時間 | 系列                          | 備考                                 |
| -------------- | -------------- | --- | ----------------------------- | ------------------------------------ |
| 関東広域圏     | テレビ東京     | 金曜 19:30 - 20:00 | テレビ東京系列                | 制作局                               |
| 愛知県         | テレビ愛知     | 金曜 19:30 - 20:00 | テレビ東京系列                |                                      |
| 大阪府         | テレビ大阪     | 金曜 19:30 - 20:00 | テレビ東京系列                |                                      |
| 岩手県         | テレビ岩手     | 日曜 7:45 - 8:15 | 日本テレビ系列                |                                      |
| 秋田県         | 秋田テレビ     | 土曜 6:00 - 6:30 | フジテレビ系列 テレビ朝日系列 |                                      |
| 山形県         | 山形テレビ     | 木曜 16:30 - 17:00（1985年3月まで）→ 木曜 6:00 - 6:30（1985年4月）                                                                                             | フジテレビ系列                |                                      |
| 福島県         | 福島中央テレビ | 土曜 18:00 - 18:30 | 日本テレビ系列                |                                      |
| 新潟県         | 新潟総合テレビ | 月曜 17:30 - 18:00 | フジテレビ系列                |                                      |
| 長野県         | 信越放送       | 金曜 16:35 - 17:05 | TBS系列                       |                                      |
| 山梨県         | テレビ山梨     | 金曜 16:50 - 17:20 | TBS系列                       |                                      |
| 静岡県         | テレビ静岡     | 月曜 16:00 - 16:30 | フジテレビ系列                | 1984年4月23日から放送 途中打ち切り。 |
| 奈良県         | 奈良テレビ     | 月曜 18:30 - 19:00 | 独立局                        |                                      |
| 岡山県・香川県 | 岡山放送       | 金曜 16:30 - 17:00 | フジテレビ系列                |                                      |
| 広島県         | 広島テレビ     | 日曜 8:30 - 9:00（1984年4月22日 - 10月14日、1～23話） 金曜 17:30 - 18:00（10月19日 - 1985年4月19日、24～45話） 日曜 8:30 - 9:00（4月21日 - 7月14日、46～58話） | 日本テレビ系列                |                                      |
| 福岡県         | RKB毎日放送    | 金曜 16:30 - 17:00 | TBS系列                       | 1984年4月27日から放送                |
| 長崎県         | 長崎放送       | 月曜 17:20 - 17:50 | TBS系列                       |                                      |
| 熊本県         | 熊本放送       | 水曜 17:30 - 18:00 | TBS系列                       |                                      |
| 宮崎県         | 宮崎放送       | 金曜 17:25 - 17:55 | TBS系列                       |                                      |
| 鹿児島県       | 南日本放送     | 日曜 7:00 - 7:30 | TBS系列                       | 1985年10月13日まで放送               |

## 備考
- 少女漫画家でもあった牧村ジュンがキャラクターデザインを手掛けていることもあり、本作の画風は1980年代の典型的な少女漫画のそれに近かった。にもかかわらず、本作では「パンチラ」や「乳首見せ」といった、いわゆる男性視聴者向けのサービスシーンが少なくなかった。
- 本作の主題歌2曲のCD化は、2008年3月に漸く実現した。

（JVCエンタテインメントから発売された、『flying DOG アニメコレクション テーマソング･アーカイブ 80’s PartⅡ』に収録。）
- 過去に総集編のビデオなどがリリースされたが、現在は廃盤となっている。
- 2004年に全58話を収録したDVD-BOXが、ライン・コミュニケーションズから発売された。
- 上記BOX最終巻のDVDには、第2話から最終話までの予告編も、映像特典として収録されている。
- ストーリー上での試合のルールは「サイドアウト制」で、現在は「リベロ」の採用と、「ラリーポイント制」に改正されているため、そのルールを採用していたアニメ作品は現在のところ本作が最後である。